# Heleades

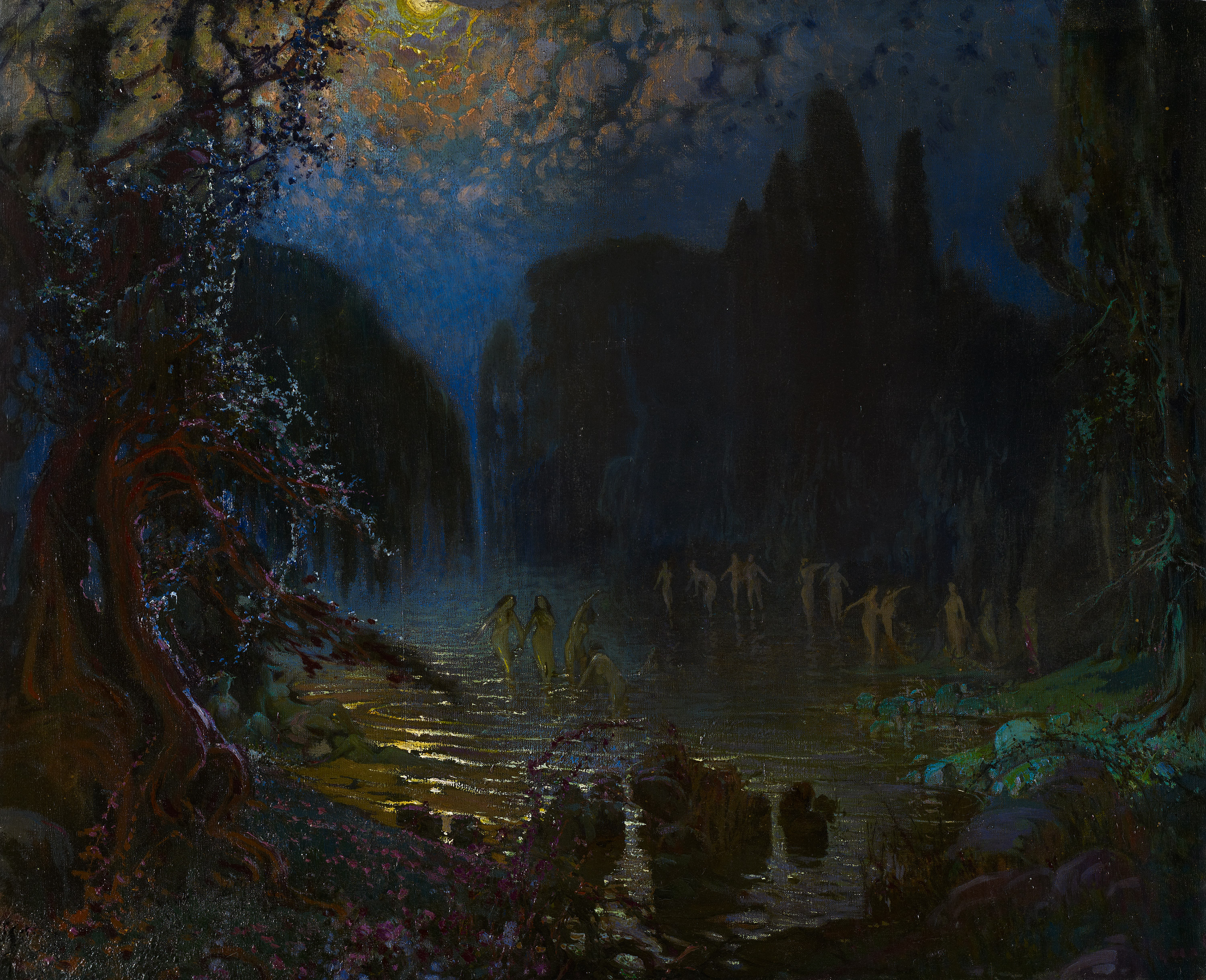
Las heleades viven en los pantanos y las marismas.

Las heleades o heléades (en latín: Eleionomae y en griego: Ἐλειάδες, Ἐλειονόμαι o Ἑλειονομοι; de ἔλειος, «pantano o palustre»), en la mitología griega, son las «ninfas moradoras del pantano».  En una fuente se las denomina como limáquides (Λειμακίδες).
En un escolio, recontando a las ninfas, se dice que entre las acuáticas se encuentran náyades, hidríades, crénides, epipotámides y heleades (Ἐλειονόμαι); de entre ellas solo especifica que estas últimas son las ninfas de los pantanos.

Las heleades son mencionadas por Apolonio de Rodas. La primera vez así:
«Pues en la vega del río, entre el cañaveral, refrescando sus flancos y su enorme vientre en el cieno, yacía un jabalí de blancos colmillos, monstruo funesto, al que temían incluso las propias ninfas moradoras del pantano».
Y luego una segunda vez, englobando en la misma categoría a potámides y heleades:
«Las praderas se estremecían todas a su paso; y gritaron las ninfas fluviales moradoras del pantano, que hacían su ronda en torno al prado aquel del Fasis Amarantio».
En las Argonáuticas órficas: se las denomina como Limáquides:
«Hilas salió de la nave siguiéndolo a escondidas; se extravió por un sendero tortuoso, errando por el bosque, y penetró en la cueva de las ninfas de los pantanos, que, cuando lo vieron venir, todavía un muchacho, semejante a un dios, lo retuvieron, para que con ellas se hiciera inmortal y no envejeciera durante todos los días».